# 1896年アテネオリンピックのオーストラリア選手団
1896年アテネオリンピックのオーストラリア選手団（1896ねんアテネオリンピックのオーストラリアせんしゅだん）は、1896年4月6日から4月15日にかけてギリシャ王国の首都アテネで開催された1896年アテネオリンピックのオーストラリア選手団、およびその競技結果。

## 概要
今大会は金メダル2個の合計2個のメダルを獲得した。

## メダル
| メダル   | 選手名               | 競技 | 種目      |
| -------- | -------------------- | ---- | --------- |
| 金メダル | エドウィン・フラック | 陸上 | 男子800m  |
| 金メダル | エドウィン・フラック | 陸上 | 男子1500m |